# Pajdugina
La Pajdugina (in russo Пайдугина?) è un fiume della Siberia occidentale, affluente di destra del Ket' (bacino idrografico dell'Ob'). Scorre nei rajon Verchneketskij e Parabel'skij dell'Oblast' di Tomsk.
Ha origine dal lago Bol'šoe Okunëvoe, posto presso la linea spartiacque fra i bacini dell'Ob' e dello Enisej, e scorre con direzione mediamente sudoccidentale lungo tutto il percorso, attraversando una regione di vaste pianure paludose e poco popolate; sfocia nel Ket' nel suo basso corso, pochi chilometri a monte della città di Narym e 11 chilometri a monte della sua confluenza nell'Ob'. I maggiori affluenti della Pajdugina sono: Berëzovka proveniente dalla destra idrografica, Egoldokova e Jurma, provenienti dalla sinistra.
Il fiume ha un regime tipico dei corsi d'acqua siberiani, caratterizzato da prolungate magre invernali, durante le quali il fiume è sigillato dal ghiaccio (che permane mediamente dai primi di novembre a fine aprile), seguito da abbondanti piene primaverili derivanti dallo scioglimento della neve e del ghiaccio; alle piene primaverili segue un lento calo della portata nel corso dell'estate e dell'autunno.